# Pseudosedum bucharicum
Pseudosedum bucharicum är en fetbladsväxtart som beskrevs av Antonina Georgievna Borissova. Pseudosedum bucharicum ingår i släktet Pseudosedum och familjen fetbladsväxter. Inga underarter finns listade i Catalogue of Life.